# Tomasz Słaboszowski
Tomasz Aleksander Słaboszowski (ur. 8 grudnia 1965 w Warszawie) – polski prawnik, urzędnik administracji skarbowej i państwowej, w latach 2019–2020 podsekretarz stanu w Ministerstwie Finansów i
wiceszef Krajowej Administracji Skarbowej.

## Życiorys
Ukończył studia na Wydziale Prawa i Administracji Uniwersytetu Gdańskiego. Kształcił się podyplomowo w zakresie zarządzania służbami podatkowymi. Współpracował później ze szkołami wyższymi jako wykładowca problematyki podatków i finansów publicznych.
W latach 1994–1996 i od 1998 zatrudniony w administracji skarbowej. Doszedł do funkcji zastępcy naczelnika Trzeciego Urzędu Skarbowego w Gdańsku i naczelnika Urzędu Skarbowego w Sopocie. Był także rzecznikiem dyscypliny finansów publicznych I instancji, a także członkiem Kolegium Regionalnej Izby Obrachunkowej w Gdańsku i Głównej Komisji Orzekającej w sprawach o naruszenie dyscypliny finansów publicznych w Warszawie. W lutym 2016 został pełniącym obowiązki Dyrektora Izby Skarbowej w Gdańsku, po przekształceniu w marcu 2017 objął fotel dyrektora Izby Administracji Skarbowej w Gdańsku.
5 lipca 2019 powołany na stanowisko podsekretarza stanu w Ministerstwie Finansów i zastępcy szefa Krajowej Administracji Skarbowej. Z funkcji odszedł 15 kwietnia 2020. W tym samym roku powrócił na stanowisko dyrektora Izby Administracji Skarbowej w Gdańsku. W późniejszym czasie został pełniącym obowiązki dyrektora Delegatury Najwyższej Izby Kontroli w Gdańsku.
Odznaczony odznaką honorową „Za Zasługi dla Finansów Publicznych Rzeczypospolitej Polskiej”. Żonaty, ma dwoje dzieci.